# Lijst van gouverneurs en commissarissen van de Koning in Overijssel
Dit is een lijst van gouverneurs en commissarissen van de Koning van Overijssel. Eerstgenoemde titel werd in 1850 vervangen door de tweede. Tussen 1892 en 1945 resideerden de Overijsselse commissarissen in het Gouverneurshuis aan het Zwolse Ter Pelkwijkpark.
| Termijn    | Naam                                                        | Leven      | Politieke kleur      | Bijzonderheden |
| ---------- | ----------------------------------------------------------- | ---------- | -------------------- | -------------- |
| 1814-1830  | Berend Hendrik baron Bentinck tot Buckhorst                 | 1753-1830  | Orangist             |                |
| 1830       | Jan ter Pelkwijk                                            | 1769-1834  |                      | Waarnemer      |
| 1831-1840  | Jacob Hendrik graaf van Rechteren van Appeltern             | 1787-1845  | Financiële oppositie |                |
| 1840-1847  | Johan Derck graaf van Rechteren van Ahnem                   | 1799-1886  |                      |                |
| 1847-1850  | George Isaäc Bruce                                          | 1803-1850  | Financiële oppositie |                |
| 1850-1864  | Jhr. Cornelis Backer                                        | 1798-1864  | Conservatief         |                |
| 1864-1868  | Eugène Jean Alexander graaf van Bylandt                     | 1807-1876  | Liberaal             |                |
| 1869-1878  | Petrus Cornelis baron Nahuys                                | 1803-1882  | Liberaal             |                |
| 1878-1893  | Johan Herman Geertsema Carelszoon                           | 1816-1908  | Liberaal             |                |
| 1893       | Jhr. Johan Æmilius Abraham van Panhuys                      | 1836-1907  |                      |                |
| 1893-1909  | Pieter Lycklama à Nijeholt                                  | 1842-1913  |                      |                |
| 1909-1925  | Adolph Frederik Lodewijk graaf van Rechteren Limpurg Almelo | 1865-1935  | Onafhankelijk        |                |
| 1925-1941  | Alexander Eppo baron van Voorst tot Voorst                  | 1880-1965  | RKSP                 |                |
| 1941-1942  | Jhr. Egon Lodewijk Maria Theresia Jozef von Bönninghausen   | 1899-1943  | NSB                  |                |
| 1942-1943  | Josephus Everhardus Vogt                                    | 1882-1954  | SDAP                 | Waarnemer      |
| 1943-1945  | Wilhelmus de Rijke                                          | 1896-1971  | NSB                  |                |
| 1945-1946  | Alexander Eppo baron van Voorst tot Voorst                  | 1880-1965  | RKSP                 |                |
| 1946-1964  | Johannes Baptista Gerardus Maria ridder de van der Schueren | 1899-1990  | KVP                  |                |
| 1964-1972  | Jhr. Otto Frans Antoine Hubert van Nispen tot Pannerden     | 1907-1992  | KVP                  |                |
| 1972-1988  | Jan Niers                                                   | 1925-2005  | KVP, CDA             |                |
| 1988-2002  | Jan Hendrikx                                                | 1941-2024  | CDA                  |                |
| 2002-2010  | Geert Jansen                                                | 1946-heden | CDA                  | [ 2 ]          |
| 2011-2017  | Ank Bijleveld                                               | 1962-heden | CDA                  | [ 3 ]          |
| 2017-2018  | Boele Staal                                                 | 1947-heden | D66                  | Waarnemer      |
| 2018-heden | Andries Heidema                                             | 1962-heden | CU                   | [ 4 ]          |

Drenthe · Flevoland · Friesland · Gelderland · Groningen · Limburg · Noord-Brabant · Noord-Holland · Overijssel · Utrecht · Zeeland · Zuid-Holland